# 呂号第百七潜水艦
|          |                                                             |
| 艦歴     |                                                             |
| 計画     | 昭和16年度計画（マル臨計画）                                |
| 起工     | 1941年12月17日                                              |
| 進水     | 1942年5月30日                                               |
| 就役     | 1942年12月26日                                              |
| その後   | 1943年7月6日消息不明                                        |
| 亡失認定 | 1943年8月1日                                                |
| 除籍     | 1943年9月1日                                                |
| 性能諸元 |                                                             |
| 排水量   | 基準：525トン 常備：601トン 水中：782トン                   |
| 全長     | 60.90m                                                      |
| 全幅     | 6.00m                                                       |
| 吃水     | 3.51m                                                       |
| 機関     | 艦本式24号6型ディーゼル2基2軸 水上：1,000馬力 水中：760馬力 |
| 電池     | 1号15型120個                                                |
| 速力     | 水上：14.2kt 水中：8.0kt                                    |
| 航続距離 | 水上：12ktで3,500海里 水中：3ktで60海里                     |
| 燃料     | 重油：50トン                                                |
| 乗員     | 38名                                                        |
| 兵装     | 25mm機銃連装1基2挺 魚雷発射管 艦首4門 53cm魚雷8本           |
| 備考     | 安全潜航深度：75m                                           |

呂号第百七潜水艦（ろごうだいひゃくななせんすいかん）は、日本海軍の潜水艦。呂百型潜水艦（小型）の8番艦。

## 艦歴
1941年（昭和16年）の昭和16年度計画（マル臨計画）により1941年12月17日、呉海軍工廠で起工。1942年（昭和17年）5月30日進水。1942年12月26日に竣工し、二等潜水艦に類別。同日、佐世保鎮守府籍となり、訓練部隊である呉鎮守府呉潜水戦隊に編入された。
1943年（昭和18年）3月15日、第八艦隊第7潜水戦隊に編入。
3月31日、呂107は佐世保を出港し、4月12日にラバウルに到着。15日、第7潜水戦隊は南東方面艦隊所属となる。
22日、呂107はラバウルを出港し、ガダルカナル島東方沖に進出し哨戒。5月14日、ラバウルに到着。
27日、呂107はラバウルを出港し、ガダルカナル島東方沖に進出して哨戒。6月20日、ラバウルに到着。
30日、呂107はラバウルを出港し、レンドバ島近海に進出。7月6日、レンドバ島東方沖からの連絡を最後に消息不明。
アメリカ側記録にも記録はなく、艦長の江木尚一大尉以下乗員42名全員行方不明(戦死認定)。
8月1日、レンドバ島方面で亡失と認定され、9月1日に除籍された。

## 歴代艦長

### 艤装員長
- 不詳

### 艦長
- 江木尚一 大尉：1942年12月16日 - 1943年8月1日戦死認定[5]